# Virtu
Virtu – polski producent dań gotowych, funkcjonujący od 1992 roku.

## Historia
Przedsiębiorstwo rozpoczęło swoją działalność w 1992 roku jako „Wytwórnia Garmażeryjna Piotr Kotowicz”. Początkowo firma zatrudniała kilkanaście osób i miała siedzibę w domu właścicieli. W 1999 roku zmieniono nazwę na Virtu.
Początkowo produkty firmy były sprzedawane w osiedlowych sklepach. Pod koniec lat 90. firma podjęła współpracę z takimi sieciami jak Metro Cash & Carry i Tesco. W 1998 roku otwarto nową halę produkcyjną. Podobny krok uczyniono w 2003 roku. Zwiększono liczbę klientów: Géant, Carrefour, Real, Netto, Polomarket, E.Leclerc, Auchan, Billa, Selgros Cash and Carry czy Jerónimo Martins.
W 2014 roku firma została tytularnym sponsorem klubu siatkarskiego Warta Zawiercie.
Według raportu GfK za 2016 rok produkty Virtu „odnotowały największe udziały w zakupach polskich gospodarstw domowych”.
Firma wytwarza ponad 50 rodzajów dań gotowych, w tym pierogi, zapiekanki, pizze czy krokiety.

## Nagrody
Niektóre z przyznanych firmie nagród to:
- Śląski Znak Jakości (1999)
- Konsumencki Znak Jakości (2004)
- Polska Dobra Żywność (2006, 2007, 2009)
- Gazele Biznesu (2009, 2010, 2011, 2013)
- Diamenty Forbesa (2010, 2011, 2017)
- Laur konsumenta – Odkrycie Roku (2010, 2012)
- Najwyższa Jakość QI (2010, 2011, 2012)
- Superior Taste Award (2014)
- Gepard Biznesu (2014)
- Laur Klienta (2016)
- Fresh Convenience Award (2016)